# آنا مالر
آنا مالر (بالألمانية: Anna Mahler)‏ (و. 1904 – 1988 م) هي نحّاتة، وملحنة نمساوية، ولدت في فيينا، توفيت في لندن، عن عمر يناهز 84 عاماً.

## روابط خارجية
- آنا مالر على موقع مونزينجر (الألمانية)
- آنا مالر على موقع ميوزك برينز (الإنجليزية)